# ¿Por qué le da el ataque de locura al señor R.?
¿Por qué le da el ataque de locura al señor R.? (en alemán: Warum läuft Herr R. Amok?) es una película alemana dirigida por Rainer Werner Fassbinder y Michael Fengler. Fue proyectada en el 20.º Festival Internacional de Cine de Berlín y fue parte del ciclo inaugural de la Cineteca Nacional de México.

## Reparto
- Lilith Ungerer - Frau R.
- Kurt Raab - Herr R.
- Lilo Pempeit - Kollegin im Büro
- Franz Maron - Chef
- Harry Baer - Kollege im Büro
- Peter Moland - Kollege im Büro
- Hanna Schygulla - Schulfreundin von Frau R.
- Ingrid Caven - Nachbarin
- Irm Hermann - Nachbarin
- Doris Mattes - Nachbarin
- Hannes Gromball - Nachbar
- Vinzenz Sterr - Opa Raab (Como Herr Sterr)
- Maria Sterr - Oma Raab (como Frau Sterr)
- Peer Raben - Schulfreund von Herrn R.
- Eva Pampuch - Schallplattenverkäuferin
- Carla Egerer - Schallplattenverkäuferin (cuando Carla Aulaulu)